# Jakub (biskup rostowski)

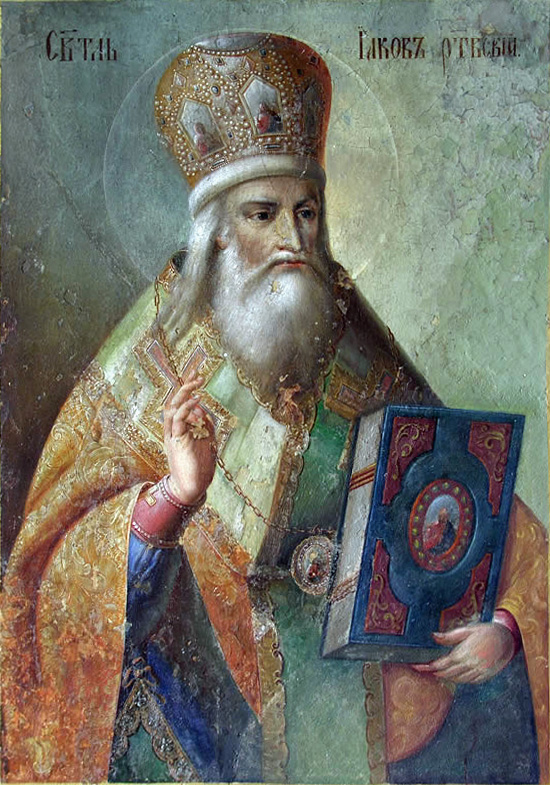

Jakub (ur. i zm. w XIV w.) – rosyjski biskup prawosławny, święty prawosławny.

## Życiorys
Informacje o życiu i działalności Jakuba są bardzo skąpe. W latopisach jest on jedynie wymieniany z imienia obok innych biskupów rostowskich. Najprawdopodobniej Jakub objął katedrę rostowską między r. 1388 a 1389, wyświęcony na biskupa przez samozwańczego metropolitę kijowskiego Pimena. Pimen został pozbawiony urzędu w 1384 r., jednak nie pogodził się z tą decyzją i wyświęcił z własnej inicjatywy jeszcze kilku biskupów. Natomiast w 1390 r., gdy metropolitą kijowskim był już Cyprian (Pimen zmarł w 1389 r. podczas podróży do Konstantynopola), jako biskup rostowski jest już wymieniany Teodor. W wydanym w 1646 r. przez Patriarchat Moskiewski zbiorze żywotów świętych wskazano, jakoby Jakub zmarł w 6900 r. od stworzenia świata, tj. w 1391 lub 1392 r., jednak data ta ma charakter hipotetyczny.  

## Kult
Kult Jakuba jako świętego funkcjonował w końcu XV w. W 1549 r. biskup rostowski został kanonizowany. W powstałym w 1762 r. żywocie Jakuba (starszy tekst nie zachował się) przypisuje mu się zwycięstwo w publicznym sporze z heretykiem Markijanem, który potępiał kult ikon i wiarę w Trójcę Świętą. Żywot stwierdza również, jakoby biskup Jakub został przepędzony z urzędu po tym, gdy ocalił przed egzekucją kobietę, skazaną na śmierć za grzechy. Według żywotu wypędzony hierarcha odpłynął na własnych szatach na odległy brzeg jeziora Niero i tam założył monaster Poczęcia św. Anny, gdzie przeżył resztę życia, zmarł i został pochowany. Żywot i związane z nim nabożeństwa do św. Jakuba mają jednak charakter kompilacji i powtórzenia motywów znanych z innych żywotów świętych. Scena konfrontacji biskupa z heretykiem odrzucającym kult Trójcy zawarta jest w kanonie ku czci św. Bukolosa, pierwszego biskupa Smyrny. Uczniowie heretyka Markijana są nazywani w żywocie Jakuba „przeklętymi rozłamowcami”, którzy żegnają się dwoma palcami, stąd przypuszczenia, że cały tekst najprawdopodobniej powstał na potrzeby bieżącej polemiki kanonicznej Rosyjskiej Cerkwi Prawosławnej ze staroobrzędowcami. 
Nagrobek Jakuba znajdował się w monasterze Przemienienia Pańskiego i św. Jakuba nad jeziorem Niero, wzniesionym w XVII w. na miejscu przypisywanego mu klasztoru Poczęcia św. Anny, który został zniszczony podczas Wielkiej Smuty. W II połowie XVII w., za sprawą działalności metropolity rostowskiego Jonasza, nastąpiło również ożywienie kultu św. Jakuba. Ponownie kult ten wzrósł na znaczeniu po kanonizacji metropolity rostowskiego Dymitra, który w czasie sprawowania urzędu żył w monasterze nad jeziorem Niero i tam został pochowany. W XIX w. relikwie świętego zostały wystawione dla kultu w ozdobnej race ufundowanej przez hrabinę Annę Orłową-Czesmeńską, która pokryła również koszty wzniesienia osobnej cerkwi pod wezwaniem św. Jakuba. W 1919 r., gdy z inicjatywy bolszewickiego rządu w całym kraju były otwierane były relikwiarze świętych, raki św. Jakuba nie otwarto publicznie, chociaż wyniesiono ją z cerkwi. Monaster został ostatecznie zlikwidowany w 1929 r. i ponownie otwarty w 1991 r. Po tej dacie odtworzono nagrobek Jakuba w cerkwi pod jego wezwaniem; stał się on ponownie miejscem kultu. 
Jakub jest czczony w Soborze Świętych Rostowskich i Jarosławskich (wspomnienie liturgiczne 23 maja według starego stylu) oraz indywidualnie 27 listopada. 